# Martin-Luther-Kirche (Hoya)

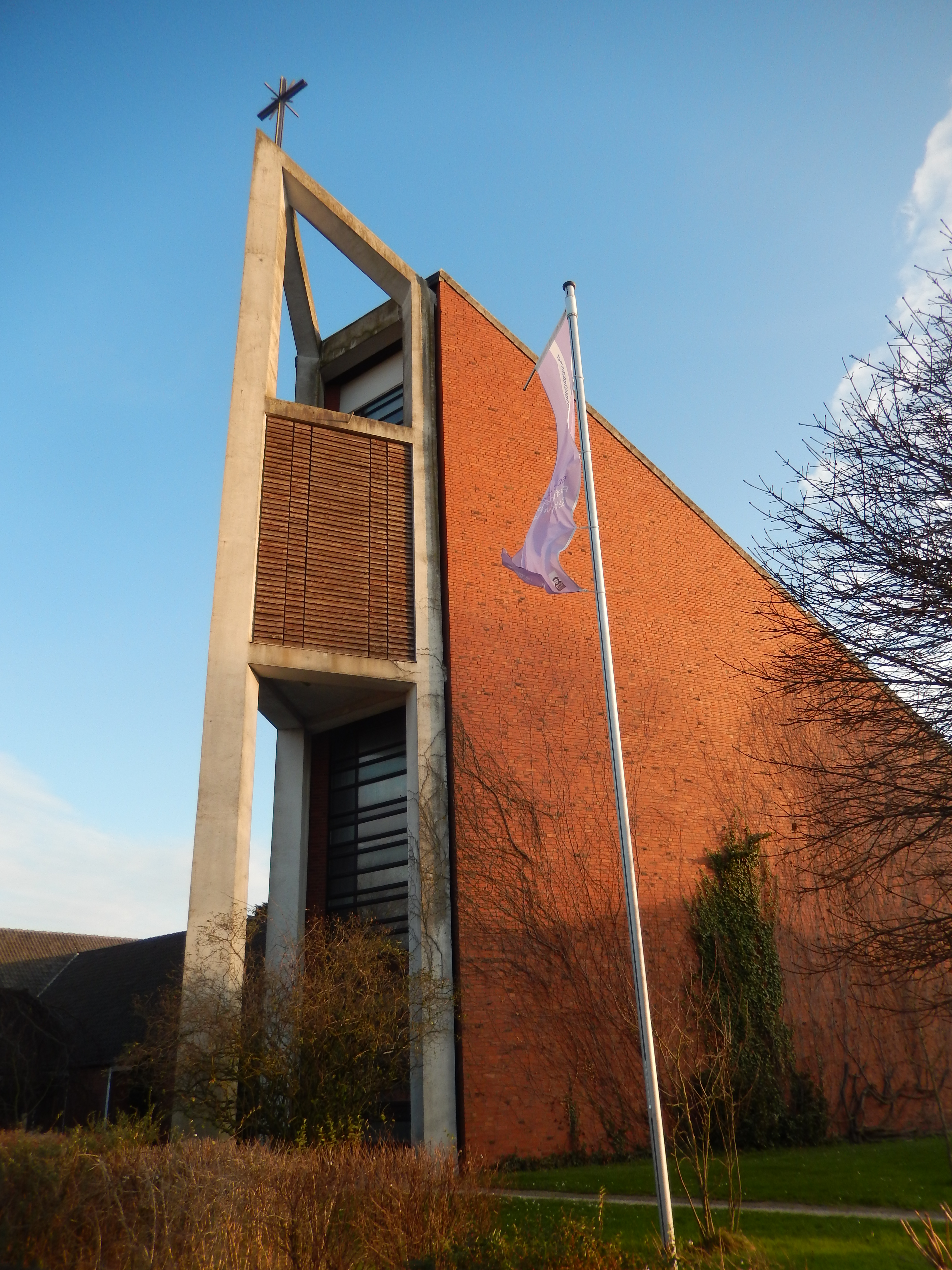
Martin-Luther-Kirche in Hoya

Die Martin-Luther-Kirche steht in Hoya, Von-Staffhorst-Straße 7, Landkreis Nienburg/Weser. Nach Aufgabe der Martinskirche durch die Evangelisch-lutherische Landeskirche Hannovers 1967 ist die Martin-Luther-Kirche die evangelische Pfarrkirche in Hoya. Die frühere Martinskirche wurde 1984 in die Stiftung Martinskirche überführt.

## Geschichte
Die moderne Kirche als dreieckige Kirche mit integriertem, offenem, 29 Meter hohem Westturm wurde nach den Entwürfen des Bremer Architekten Carsten Schröck in den Jahren 1965 bis 1967 errichtet. Es handelt sich um ein verklinkertes Stahlskelett. Das Dach zieht sich vom Boden bis zur westlichen Turmspitze. Im Osten befindet sich eine farbige bodentiefe Bleiglasfensterreihe, die 1968 von Erhart Mitzlaff gestaltet wurde. An der Wand hängt ein Epitaph von Conrad Römeling (1591–1678), Theologe und langjähriger Pastor in Hoya.
Die Gestaltung des Innenraums ist schlicht. Altar und Kanzel sind bauzeitlich. Das Taufbecken aus Sandstein stammt aus der profanierten Martinskirche und datiert auf das Jahr 1592.
Die Orgel wurde 1969 bis 1970 von Hermann Hillebrand aus Altwarmbüchen neu eingerichtet. 1975 wurden zwei alte Register aus der Orgel der alten Martinskirche ergänzt. Die heutige Orgel hat 25 Register mit zwei Manualen und einem Pedal.
Im Turm befinden sich fünf Glocken. Davon wurde eine der Martinskirche entnommen.
Das Gebäude steht (noch) nicht unter Denkmalschutz (siehe auch Liste der Baudenkmale in Hoya). Das Gebäude hat für das Landesdenkmalamt die ID 49874449.